# Списак епизода серије Миракулус: Авантуре Бубамаре и Црног Мачора

Миракулус: Авантуре Бубамаре и Црног Мачора (фр. Miraculous, les aventures de Ladybug et Chat Noir; енгл. Miraculous: Tales of Ladybug and Cat Noir; такође позната и као Чудесна Бубамара и Миракулус) је француска анимирана серија. Серија је премијерно емитована 1. септембра 2015. у Јужној Кореји. У Француској је премијерно емитована 19. октобра 2015. године. 
У Србији, серија је премијерно емитована 6. децембра 2015. године на Дизни каналу, на енглеском језику (само неке епизоде су титловане на српски језик). Српска синхронизација је премијерно емитована 25. новембра 2018. године на РТС 2.

## Преглед серије
| Сезона | Сезона | Епизоде | Оригинално приказивање                                          | Оригинално приказивање                                        | Премијерно приказивање (Србија)                 | Премијерно приказивање (Србија)                   |
| Сезона | Сезона | Епизоде | Прва епизода                                                    | Последња епизода                                              | Прва епизода                                    | Последња епизода                                  |
| ------ | ------ | ------- | --------------------------------------------------------------- | ------------------------------------------------------------- | ----------------------------------------------- | ------------------------------------------------- |
|        | 1      | 26      | 1. септембар 2015. (Јужна Кореја) 19. октобар 2015. (Француска) | 19. март 2016. (Квебек, Канада) 30. октобар 2016. (Француска) | 6. децембар 2015. () 25. новембар 2018. (РТС 2) | 30. септембар 2016. () 20. децембар 2018. (РТС 2) |
|        | 2      | 26      | 11. децембар 2016. (Француска)                                  | 3. новембар 2018. (Швајцарска) 18. новембар 2018. (Француска) | 6. децембар 2017. () 6. новембар 2019. (РТС 2)  | 3. мај 2019. () 1. децембар 2019. (РТС 2)         |
|        | 3      | 26      | 1. децембар 2018. (Шпанија) 14. април 2019. (Француска)         | 13. новембар 2019. (УК и Ирска) 8. децембар 2019. (Француска) | 4. новембар 2019. () н. п. (РТС 2)              | 6. децембар 2019. () н. п. (РТС 2)                |
|        | 4      | 26      | 23. март 2021. (Бразил) 11. април 2021. (Француска)             | 10. март 2022. (Бразил) 13. март 2022. (Француска)            | 6. септембар 2021. () н. п. (РТС 2)             | 30. март 2022. () н. п. (РТС 2)                   |
|        | 5      | 27      | 13. јун 2022. (Бразил) 17. октобар 2022. (Француска)            | 10. септембар 2023. (Француска)                               |                                                 |                                                   |

## Епизоде
Напомена: Епизоде су распоређене по продукцијском редоследу.

### 1. сезона
| Бр. у серији | Бр. у сезони | Наслов                                                                             | Режисер      | Емитовање (Свет)                   | Емитовање (Србија)                                           | Прод. код |
| --- | ------------ | ---------------------------------------------------------------------------------- | ------------ | ---------------------------------- | ------------------------------------------------------------ | --------- |
| 1 | 1            | Разорна Олуја Climatika                                                            | Томас Астрик | 1. септембар 2015. (Јужна Кореја)  | 6. децембар 2015. (Дизни канал) 25. новембар 2018. (РТС 2)   | 101       |
| Ајла долази у посету Маринет, њеној најбољој другарици, која чува Миу. Ајла каже Маринет да је Адријан, њена симпатија, у парку и да тренутно има снимање. Након тога одлазе у парк. У међувремену, Аурора Бореалис је изгубила од Миреле Кроке на избору за новог водитеља временске прогнозе. Осећа се веома љуто што је изгубила и Лептир Ноћи је акуматизује у Разорну Олују, суперзликовца који контролише време. Разорна Олуја изазива хаос у Паризу и прекида Адријаново снимање. Маринет се трансформише у Бубамару, а Адријан у Црног Мачора. Они раде заједно како би поразили Разорну Олују, иако међусобно не знају своје идентитете. |              |                                                                                    |              |                                    |                                                              |           |
| 2 | 2            | Злилустратор Le Dessinateur                                                        | Томас Астрик | 26. октобар 2015. (Француска)      | 16. фебруар 2016. (Дизни канал) 26. новембар 2018. (РТС 2)   | 102       |
| Натанијел Курцберг током часа сањари да је суперхерој који спашава Маринет, његову симпатију, од Разорне Олује и Лејди Вајфај. Након што га је Клои осрамотила, Лептир Ноћи га акуматизује у Злилустратора, зликовца чији цртежи оживљавају. У међувремену, Маринет мора да ради на пројекту са Клои и Сабрином, па Црни Мачор мора да заштити Клои сам. Следећег дана, Маринет нервозно каже да је Црни Мачор „сјајан” пред Адријаном. |              |                                                                                    |              |                                    |                                                              |           |
| 3 | 3            | Лејди Вајфај Lady Wifi                                                             | Томас Астрик | 6. октобар 2015. (Јужна Кореја)    | 15. фебруар 2016. (Дизни канал) 27. новембар 2018. (РТС 2)   | 103       |
| Ајла, Бубамарин највећи фан, покушава да открије њен идентитет. Она открива да себична Клои има Бубамарин „јојо и маску”. Ајла покушава да услика Клоин отворен ормарић као доказ, међутим Клои је примећује и оптужује за инвазију приватности, због чега директор мора да суспендује Ајлу. Ајла покушава да разговара са Маринет, међутим не успева. Лептир Ноћи акуматизује Ајлу, која постаје Лејди Вајфај, зликовац чији мобилни телефон може да испаљује различите иконице, као што су паузирај и закључај, и може да путује кроз телефоне који се служе вај-фајом. Лејди Вајфај покушава све како би открила Бубамарин свакодневни идентитет, што укључује и инвазију Клоиног стана. |              |                                                                                    |              |                                    |                                                              |           |
| 4 | 4            | Принцеза Есенција Princesse Fragrance                                              | Томас Астрик | 13. март 2016. (Квебек, Канада)    | 15. август 2016. (Дизни канал) 28. новембар 2018. (РТС 2)    | 104       |
| Роуз, Маринетина пријатељица из разреда, узбуђена је због тога што принц Али долази у посету Паризу, али је ухваћена како прска парфем на њено писмо и користи телефон у разреду. Тики се осећа лоше, па Маринет планира да је одведе код исцелитеља, али када се Маринет саплете, Клои узима Тики и планира да је да принцу Алију као плишану играчку, поклон за болесну децу. Клои цепа Роузино писмо и говори јој да принца Алија није брига за њу. Лептир Ноћи акуматизује повређену Роуз, која постаје Принцеза Есенција, зликовац чији парфем тера људе да јој служе и жели принца Алија само за себе. |              |                                                                                    |              |                                    |                                                              |           |
| 5 | 5            | Мрачни Купидон Dislocœur                                                           | Томас Астрик | 29. октобар 2015. (Француска)      | 9. мај 2016. (Дизни канал) 29. новембар 2018. (РТС 2)        | 105       |
| Дан заљубљених је у Паризу и љубав је у ваздуху! Након читања љубавне песме коју је Адријан бацио, Маринет долази до закључка да је песма о њој, што је чини усхићеном, иако је песма заправо написана за Бубамару. Ким планира да пита њену симпатију да изађу. Маринет, у њеној љубавној ошамућености, охрабрује Кима да то уради. Када Ким угледа његову симпатију, Клои, он је понижен и окрутно одбијен. Лептир Ноћи акуматизује кима у Мрачног Купидона, крилатог зликовца чије стреле могу да замене праву љубав и пријатељство са чистом мржњом злобношћу. Једна од његових жртви био је Црни Мачор, који је сада Бубамарин непријатељ, иако је на почетку хтео да јој изјави љубав. |              |                                                                                    |              |                                    |                                                              |           |
| 6 | 6            | Господин Голуб M. Pigeon                                                           | Томас Астрик | 29. септембар 2015. (Јужна Кореја) | 12. фебруар 2016. (Дизни канал) 30. новембар 2018. (РТС 2)   | 106       |
| У току је модно такмичење у Маринетиној школи. Свако има могућност да представи свој полуцилиндар, а победнички цилиндар биће ношен од стране Адријана. Маринет је одлучна да победи, како би је Адријен приметио. У међувремену, Роџер Ренкомпре, полицијац, наређује Гзавјеу Рамијеу, одраслом голубољупцу, да престане да храни голубове и напусти парк. Потиштен Гзавје је акуматизован од стране Лептира Ноћи и постаје Господин Голуб, суперзликовац који контролише обимна јата птица. Док је Бубамари потребно време како би исплела капу, Црни Мачор, иако алергичан на пера, мора да се бори са Господином Голубом. |              |                                                                                    |              |                                    |                                                              |           |
| 7 | 7            | Пикселатор Numéric                                                                 | Томас Астрик | 3. март 2016. (Квебек, Канада)     | 27. септембар 2016. (Дизни канал) 1. децембар 2018. (РТС 2)  | 107       |
| Маринетин разред посећује хотел Гранд Пари, као део школског програма испробавања различитих послова које запослени у хотелу раде на дневном нивоу. Роки Стоун долази у хотел. Док се Роки пријављује, Венсен Аза, веома опсесивни фан, искрао се иза њега и покушава да се услика са Рокијем, али је убрзо избачен из хотела од стране Пени Ролинг, Рокијевог агента, која га упозорава да се више никад не приближава Рокију. Разочаран што га његов идол избегава, Лептир Ноћи акуматизује Венсена у Пикселатора, зликовца који користи камеру на његовом оку како би усликао људе, заробљавајући их у празан простор који се налази на зиду његовог стана. |              |                                                                                    |              |                                    |                                                              |           |
| 8 | 8            | Имитатор L'Imposteur                                                               | Томас Астрик | 15. септембар 2015. (Јужна Кореја) | 9. фебруар 2016. (Дизни канал) 2. децембар 2018. (РТС 2)     | 108       |
| Покушавајући да пита Адријена преко телефона да иду да погледају филм, Маринет му случајно оставља срамотну гласовну поруку и жури да је обрише пре него што је он чује. У међувремену, скуплтор звани Тео у парку показује статуу Бубамаре и Црног Мачора коју је направио у њихову част. Он је заљубљен у Бубамару и има жељу да је види на овом догађају, али на крају само Црни Мачор долази. Након догађаја, Црни Мачор уверава Теа да су он и Бубамара пар. Тео се осећа веома љубоморно. Лептир Ноћи акуматизује љубоморног Теа у Имитатора, идентичну реплику Црног Мачора, како би окривио правог Црног Мачора за почињене злочине. |              |                                                                                    |              |                                    |                                                              |           |
| 9 | 9            | Супер Балон Le Bulleur                                                             | Томас Астрик | 8. септембар 2015. (Јужна Кореја)  | 8. фебруар 2016. (Дизни канал) 3. децембар 2018. (РТС 2)     | 109       |
| Адријанов је рођендан и Маринет је тешко да му да поклон који је направила за њега. Након што Габријел Агрест, тајновити и славни модни дизајнер, не дозвољава Адријану да направи рођенданску журку, Нино Лаиф, његов најбољи пријатељ, постаје љут, јер се Адријанов отац понаша нефер према њему. Тврдећи да сви одрасли бране деци да се забављају, Лептир Ноћи акуматизује Нина, који постаје Супер Балон, зликовац који шаље родитеље у свемир помоћу његових балона. Након што победе зликовца, Адријан добија Маринетин шали, али мисли да је од његовог оца. |              |                                                                                    |              |                                    |                                                              |           |
| 10 | 10           | Хипно Симон Jackady                                                                | Томас Астрик | 6. март 2016. (Квебек, Канада)     | 19. август 2016. (Дизни канал) 4. децембар 2018. (РТС 2)     | 110       |
| Нино је учесник у телевизијској игри у којој мора да натера градоначелника да плеше. Маринет није могла да дође, иако је позвана, јер су је родитељи казнили. Кад је Нино завршио свој изазов, следећи учесник, хипнотизер звани Симон имао је задатак да хипнотише Габријела Агреста, Адријановог оца. Међутим, Габријел одбија да се такмичи у изазову, због чега је Симон изгубио. Љут што није добио шансу да бар покуша, Лептир Ноћи акуматизује Симона у Хипно Симона, екстравагантног зликовца који хипнотише људи бацајући карте на њих. Симон напада резиденцију Агрестових и Црни Мачор мора да спаси његовог тврдоглавог оца. Након што је зликовац савладан, Бубамара сазнаје да је Адријанова мајка нестала. |              |                                                                                    |              |                                    |                                                              |           |
| 11 | 11           | Роџеркап Rogercop                                                                  | Томас Астрик | 20. октобар 2015. (Јужна Кореја)   | 17. фебруар 2016. (Дизни канал) 5. децембар 2018. (РТС 2)    | 111       |
| Током „дана послова” у Маринетином одељењу, Клои губи веома скупу наруквицу (због Плега) и оптужује Маринет за крађу, јер се саплела о Клоину торбу. Клоин отац, градоначелник Париза, наређује полицајцу Роџеру да ухапси Маринет и претражи њене ствари. Роџер, међутим, одбија, говорећи да не може да уради то, осим ако постоји доказ да је Маринет украла Клоину наруквицу, јер би у супротном билоо против закона. Као резултат тога, градоначелник даје отказ Роџеру. Лептир Ноћи акуматизује Роџера у Роџеркапа, суперзликовца који жели да казни све који крше закон у Паризу. |              |                                                                                    |              |                                    |                                                              |           |
| 12 | 12           | Гејмер Le Gamer                                                                    | Томас Астрик | 17. јануар 2016. (Француска)       | 16. август 2016. (Дизни канал) 6. децембар 2018. (РТС 2)     | 112       |
| Школа шаље два ученика да их представљају на турниру у игрању видео игрица, где се такмиче против других школа у борилачкој видео игрици познатој као Ultimate Mega Strike III. Након што Маринет примећује да је Адријан један од потенцијалних кандидата, она се такмичи у изборима како би успела да буде део тима са њим. Она успева да победи другог кандидата, Макса, њеног пријатеља из разреда који је тренирао током читаве године како би успео да се такмичи. Узнемирен због тога што је вежбао узалуд, Лептир Ноћи акуматизује Макса у Гејмера, суперзликовца играча који користи брод облика пирамиде, који изгледа слично оном из игрице Ultimate Mega Strike III. Помоћу брода људе претвара у зелене лопте „поена искуства”, помоћу којих унапређује његов брод. |              |                                                                                    |              |                                    |                                                              |           |
| 13 | 13           | Звер Animan                                                                        | Томас Астрик | 24. јануар 2016. (Француска)       | 17. август 2016. (Дизни канал) 7. децембар 2018. (РТС 2)     | 113       |
| Нино је већ неко време заљубљен у Маринет, па Адријан одлучује да му помогне питајући је да иду у зоолошки врт. Маринет, с друге стране, мисли да Адријан жели да је изведе, па усхићено прихвата. Међутим, једини који су се појавили на зоолошком врту су Нино и Маринет; Адријан и Ајла су се истовремено сакривали у оближњем жбуњу, помажући њиховим најбољим пријатељима дајући им инструкције помоћу слушалице. У међувремену, Ким исмена новог црног пантера у зоолошком врту, тврдећи Ајлином оцу Отису, чувару зоолошког врта, да он може да трчи брже од њега. Узнемирен због његових бесмислених тврдњи, Лептир Ноћи акуматизује Отиса у Анимана, суперзликовца који може да постане било која животиња жели, укључујући и изумрле врсте. После тога, Нино и Ајла откривају да деле доста заједничких ствари једни са другима. |              |                                                                                    |              |                                    |                                                              |           |
| 14 | 14           | Црни Витез Le Chevalier Noir                                                       | Томас Астрик | 17. новембар 2015. (Јужна Кореја)  | 10. мај 2016. (Дизни канал) 8. децембар 2018. (РТС 2)        | 114       |
| Након што је сазнала да Клои уцењује њене пријатеље да не би били њени противкандидати за председника одељења, Маринет одлучује да номинује себе за ту позицију. Желећи да спречи Маринет да победи, Клои организује поделу аутограма познатог рок музичара, Рокија Стоуна, како би подмитила ученике из њеног одељења да гласају за њу. У међувремену, Арман Даржанку, професор мачевања у школи Франсоа-Дупон, изгубио је на изборима за председника Париза са великом разликом. Арман се веома узнемирава након што новинари настављају да га понижавају. Лептир Ноћи акуматизује Армана у наоружаног Црног Витеза, који својим мачем претвара људе у витезе и трансформише их у личну армију наоружаних витезова у нади да ће срушити Париз. |              |                                                                                    |              |                                    |                                                              |           |
| 15 | 15           | Фараон Le Pharaon                                                                  | Томас Астрик | 13. октобар 2015. (Јужна Кореја)   | 11. фебруар 2016. (Дизни канал) 9. децембар 2018. (РТС 2)    | 115       |
| Маринет случајно испушта њену књигу из историје док је трансформисана у Бубамару. Ајла је била ту у том тренутку, покушавајући да сними Бубамару у акцији. Она узима књигу и спекулише да би Бубамара могла да буде Париска ученица. Маринет почиње да паничи када то сазнаје и на Тикин предлог, доводи Ајлу на посету нове изложбе фараона у Лувру, како би покушала да врати назад њену књигу. Када су дошле, угледале су Џалила Кубдела, Аликсиног брата, који је са својим оцем разговарао о једној од изложених ствари, тврдећи да је то чаролија за оживљење. Џалил верује да би то могло да успе и жели да покуша, међутим Џалилов отац тврди да артефакт такве историјске вредности не сме бити погрешно искоришћен. Фрустриран што му отац не верује, Лептир Ноћи акуматизује Џалила и трансформише се у Фараона, зликовца који помоћу његових моћи египатских богова покушава да поврати Нефертити у живот, користећи Ајлу као жртву. У овој епизоди сазнајемо да се различите Бубамаре смењују већ преко 5.000 година. |              |                                                                                    |              |                                    |                                                              |           |
| 16 | 16           | Хронозлоћа Chronogirl                                                              | Томас Астрик | 22. септембар 2015. (Јужна Кореја) | 10. фебруар 2016. (Дизни канал) 10. децембар 2018. (РТС 2)   | 116       |
| Маринетини родитељи славе њихову двадесету годишњицу брака, остављајући Маринет да се побрине за наруџбину посебне торте њеног оца. Међутим, Ајла зове Маринет како би је подсетила да донесе банер који је направила за трку између Аликс и Кима, њених пријатеља из разреда, па она жури како би донела банер на време. У међувремену, Аликс за њен петнаести рођендан добија наследни породични џепни сат, који даје Ајли како би га сачувала током трке. Међутим, током трке, сат пролази кроз различите руке више пута, пре него што бива прегажен након што долази до Клои која га испушта на земљу. Љута на своје пријатеље, Лептир Ноћи акуматизује Аликс у Хронозлоћу. Како би добила енергију да се врати у прошлост, Хронозлоћа додиром залеђује људе у времену, који након тога бледе из постојања. |              |                                                                                    |              |                                    |                                                              |           |
| 17 | 17           | Грозоморка Horrificator                                                            | Томас Астрик | 30. октобар 2015. (Француска)      | 18. фебруар 2016. (Дизни канал) 11. децембар 2018. (РТС 2)   | 117       |
| Нино снима филм у учионици за филмско такмичење, али Милена није сигурна да ли је способна да буде главна глумица, јер се врло често плаши. После много неуспелих покушаја снимања једне сцене, Клои исмева Миленин страх, због чега она излази из учионице у сузама. Лептир Ноћи акуматизује разочарану Милен у Грозоморку, слинаво чудовиште слично оном из Ниновог филма, које плаши људе и храни се њиховим страхом. |              |                                                                                    |              |                                    |                                                              |           |
| 18 | 18           | Луткарка La Marionnettiste                                                         | Томас Астрик | 7. фебруар 2016. (Француска)       | 18. август 2016. (Дизни канал) 12. децембар 2018. (РТС 2)    | 118       |
| Маринет чува Миу, ћерку Надије Чамак. Оне се играју са ручно израђеним луткама Бубамаре, Црног Мачора, Лејди Вајфај, Злилустратора и Роџеркапа које је Маринет направила. Пошто се Маринет игра са херојским луткама, Миа је тужна јер Маринет увек побеђује. Маринет се осећа кривом, па јој позајмљује лутку Бубамаре. Међутим, Надија то забрањује, јер Миа већ има превише играчака; свађају се, па се лутка Бубамаре цепа. Поред тога, Миа још увек жели да позајми лутку, па у тајности тражи од Маринет лутку. Маринет оклева, али јој на крају даје лутку Лејди Вајфај. У ТВ студију, Надија примећује да се Миа игра са лутком, па се љути и одузима јој лутку. Миа је тужна и Лептир ноћи је акуматизује у Луткарку, зликовца који може да контролише људе помоћу Маринетиних лутки. |              |                                                                                    |              |                                    |                                                              |           |
| 19 | 19           | Мимичар Le Mime                                                                    | Томас Астрик | 24. новембар 2015. (Јужна Кореја)  | 11. мај 2016. (Дизни канал) 13. децембар 2018. (РТС 2)       | 119       |
| Ајла показује Маринет видео на којем Бубамара прича са њом, али га Маринет случајно брише. Пре него што Ајла то открије, Маринет краде њен телефон и покушава да поново сними видео. У међувремену, Фред Апрел, Миленин отац, узима поправљени шешир од Маринет, пред почетак његовог премијерног наступа који се зове Изванредне авантуре мимичара и биће изведен код Ајфеловог торња. Међутим, Крис, његов партнер, намерно га тера да закасни на аутобус и тако преузима његову улогу. Лептир Ноћи акуматизује сломљеног Фреда у Мимичара, суперзликовца чија пантонима све претвара у реалност. |              |                                                                                    |              |                                    |                                                              |           |
| 20 | 20           | Рок Зликовац Guitar Vilain                                                         | Томас Астрик | 28. фебруар 2016. (Француска)      | 22. август 2016. (Дизни канал) 14. децембар 2018. (РТС 2)    | 120       |
| Роки Стоун има проблеме са његовим менаџером. Његов менаџер жели да он сними дует са Икс Ипсилоном, новим популарним уметником који је заузео прво место на лествици, и да промени изглед омота његовог новог албума. Они се заједно слажу да Маринет дизајнира његов омот, али се Рокију не свиђа први омот. Рокија је дотукло када је погледао интервју у којем је арогантни Икс Ипсилон тврдио да је технологија битнија од музике и да је Роки ништа у поређењу са њим. Лептир Ноћи акуматизује Рокија Стоуна у Рок Зликовца, дивљег музичара који помоћу гитаре тера људе да неконтролисано плешу. У томе му помаже његов љубимац змај. |              |                                                                                    |              |                                    |                                                              |           |
| 21 | 21           | Рефлекта Reflekta                                                                  | Томас Астрик | 21. фебруар 2016. (Француска)      | 26. септембар 2016. (Дизни канал) 15. децембар 2018. (РТС 2) | 121       |
| Јулија Куфен, Маринетина пријатељица из разреда, није сигурна да ли да учествује на дану сликања разреда, зато што верује да је под клетвом. Међутим, Маринет је наговара да учествује. Желећи да буде ближе Адријану, Клои тера Сабрину да закључа Јулију у купатило и заузима њено место на средини слике, поред Адријана. Верујући да ће увек бити проклета и непримећена, акума Лептира Ноћи инфицира Јулију и претвара је у Рефлекту, китњасту злочинку која има моћ да људи изгледају исто као она. |              |                                                                                    |              |                                    |                                                              |           |
| 22 | 22           | Постанак - 1. део: Бубамара и Црни Мачор Origines - Partie 1: Ladybug et Chat Noir | Томас Астрик | 1. март 2016. (Јужна Кореја)       | 30. септембар 2016. (Дизни канал) 16. децембар 2018. (РТС 2) | 122       |
| Хронолошки, ово је прва епизода серије. Лептир Ноћи постаје власник квамија који се зове Нуру. Брош лептира му дозвољава да даје моћ људима, али они морају да му се повинују. Он планира да користи миракулус како би стварао зликовце који ће се борити против суперхероја, како би украо њихове миракулусе и добио апсолутну моћ. Господар Фу, кинески исцелитељ, обавештен је од стране Вејза, његовог личног квамија, да је Нуру сада под власништвом Лептира Ноћи. Међутим, он је веома стар да се бори, па се претвара да је сенилан, лутајући Паризом у потрази за могућим новим власнимица миракулуса бубамаре и црног мачора. Маринетин је први дан школе, а Адријан такође покушава да оде у школу, али му отац не дозвољава. Маринет није срећна, јер јој је Клои украла место. Иван и Ким се свађају након што Ким шаље Ивану непријатну поруку. Лептир Ноћи је тако пронашао његову прву жртву, Ивана, који је послат директору, акуматизује у Каменог, џиновског каменог зликовца чија величина расте. Маринет и Адријен помажу Фуу и он им ускоро оставља миракулусе. Након што су отворили мале кутије које су нашли у њиховим собама, они су поздрављени од стране Тикија и Плега. Њихови квамији им дају брза објашњења. Маринет и Адријан се трансформишу у Бубамару и Црног Мачора по први пут. Поред њихових лоших борилачких вештина и мањка искуства, они успевају да поразе Каменог на стадиону и ослобађају акуму. Међутим, Маринет заборавља да прочисти акуму; акума се множи и инфицира многе људе, претварајући их у Камене. Епизода се завршава тако што Маринет схвата своју грешку, мисли да није способна да буде суперхерој и скида минђуше, због чега Тики нестаје. |              |                                                                                    |              |                                    |                                                              |           |
| 23 | 23           | Постанак - 2. део: Камени Origines - Partie 2: Cœur de pierre                      | Томас Астрик | 2. март 2016. (Швајцарска)         | 30. септембар 2016. (Дизни канал) 17. децембар 2018. (РТС 2) | 123       |
| Следећег јутра, Маринет доноси минђуше у школу, иако је још увек узнемирена због њене грешке. Адријан се ишуњао до школе. Остали ученици испитују Ивана, нико му не верује да се ничег не сећа и Клои му се руга. Маринет смирује Ивана и охрабрује га да отпева љубавну песму Милени, девојци у коју је заљубљен. Међутим, он случајно плаши Милену тим поступком. Он се поново претвара у Каменог помоћу акуме Лептира Ноћи и преузима контролу над осталим дупликатима у Паризу, који оживљавају. Адријан жури да заустави Каменог, а Ајла жури како би снимила борбу. Маринет жури за њом, желећи да јој да минђуше. Међутим, не успева. Увидевши невољу, Маринет нема избора, осим да се трансформише. Бубамара хвата Клои када је Камени испушта. Гомила акума лети из уста Каменог, формирајући лице Лептира Ноћи, који саопштава да ће читав Париз бити спашен уколико му Бубамара и Црни Мачор предају миракулусе. Бубамара одбија, рекавши да је Лептир Ноћи прави зликовац, чистећи облак акума. Бубамара се пење на врх торња, користећи њен јојо. На крају успева да прочисти акуму. Након што њена чаролија поправи сву колатералну штету, Бубамара даје Иванову песму Милени. Касније, Адријанов отац дозвољава свом сину да иде у школу, а Маринет враћа своје место. Исте те вечери, киша је падала испред школе и Адријан даје свој кишобран Маринет и они деле интимни тренутак заједно, пре него што крену својим путевима. Господар Фу и Вејз све гледају издалека. Господар Фу је задовољан својим избором. |              |                                                                                    |              |                                    |                                                              |           |
| 24 | 24           | Антибуба Antibug                                                                   | Томас Астрик | 31. јануар 2016. (Француска)       | 28. септембар 2016. (Дизни канал) 18. децембар 2018. (РТС 2) | 124       |
| Клои узнемирава невидљиви зликовац. Бубамара и Црни Мачор сазнају да је то Сабрина, коју је Лептир Ноћи акуматизовао у Невидљиву, након што су јој Клоине речи сломиле срце. Клои је желела да се придржи Бубамари и Црном Мачору који су се суочили са Невидљивом, али Бубамара то није дозволила. Изневерена од стране свог идола, Клои је акуматизована од стране Лептира Ноћи. Она постаје Антибуба, мрачна, супротна верзија Бубамаре. |              |                                                                                    |              |                                    |                                                              |           |
| 25 | 25           | Кунгфучије Kung Food                                                               | Томас Астрик | 10. јануар 2016. (Француска)       | 12. мај 2016. (Дизни канал) 19. децембар 2018. (РТС 2)       | 125       |
| Ванг Ченг, стриц Маринетине мајке и светски познат кинески кувар, долази у посету Паризу како би учествовао на кулинарском такмичењу које се зове Најбољи кувар на свету. Адријан, добар познавалац кинеског језика, долази у помоћ Маринет. Пре него што такмичење почне, Маринет и Адријан налете на Клои, која је део жирија. Клои се руга стрицу Маринетине мајке зато што је странац, а Маринет јој узвраћа. Клои саботира Вангово јело, познату Небеску супу, због чега Ванг Ченг добија лоше резултате од стране жирија. Лептир Ноћи акуматизује тужног Ванг Ченга у Кунгфучија, зликовца чији рецепт за супу укључује Клои. |              |                                                                                    |              |                                    |                                                              |           |
| 26 | 26           | Волпина Volpina                                                                    | Томас Астрик | 19. март 2016. (Квебек, Канада)    | 29. септембар 2016. (Дизни канал) 20. децембар 2018. (РТС 2) | 126       |
| Адријан проналази сакривену књигу у сефу његовог оца. Књига садржи различите информације о различитим власницима миракулуса. Адријан узима књигу како би сазнао нешто више о њој. Касније се у школи појављује Лила Роси, нова ученица на размени. Лила тврди да је добра пријатељица Бубамаре, како би успела да освоји Адријаново срце. Увређена због Лилиних лажи, Маринет почиње да је прати и примећује да је Лила украла Адријенову књигу. Тики препознаје омот књиге инсистира од Маринет да узме књигу како би је проучила. Лила онда каже Адријану да је наследница Волпине, власнице миракулуса. Изнервирана Маринет се трансформише у Бубамару и прозива Лилу испред Адријена због њених лажи. Лила је била осрамоћена и бежи- Лептир Ноћи је трансформише у Волпину, суперхероја који има моћ да ствара илузије, како би успела да добије поверење Бубамаре и Црног Мачора, а након тога их изда. Међутим, њихов план не успева, али Лептир Ноћи није забринут, тврдећи да је ово „велики дан” за њега. На послетку, Тикине сумње о књизи биле су тачне: то је давно изгубљена књига која садржи шифроване информације о миракулусима. Тики онда доводи Маринет великом чувару, господару Вангу Фуу. |              |                                                                                    |              |                                    |                                                              |           |

### 2. сезона
| Бр. у серији | Бр. у сезони | Наслов                                                                     | Режисер                                     | Емитовање (Свет)               | Емитовање (Србија)                                           | Прод. код |
| --- | ------------ | -------------------------------------------------------------------------- | ------------------------------------------- | ------------------------------ | ------------------------------------------------------------ | --------- |
| 27 | 1            | Колекционар Le Collectionneur                                              | Томас Астрик Вилфрид Пен                    | 21. октобар 2017. (Шпанија)    | 5. март 2018. (Дизни канал) 6. новембар 2019. (РТС 2)        | 201       |
| Маринет се коначно званично упознаје са господаром Фуом, којег је раније познавала као Тикиног исцелитеља. Маринет сазнаје да је овај човек заправо последњи заштитник миракулуса, који је због грешке из прошлости случајно уништио његов одред и притом изгубио миракулусе лептира и пауна. Фу открива да је књига коју је Маринет донела књига чини миракулуса. Он сумњичи да би власник књиге могао да буде Лептир Ноћи, а Маринет се плаши да би то можда могао да буде Адријан. Међутим, она сазнаје од њених пријатеља из разреда да књига припада Габријелу, Адријановом оцу. Габријел је забранио Адријану излазак из куће, због тога што је изгубио књигу. Сазнавши то, Маринет одлази код Агрестових као Бубамара, где сазнаје да је Габријел акуматизован у зликовца по имену Колекционар, чија је зликовачка супермоћ заробљавање свега што додирне у његову бележницу. Након што Бубамара и Црни Мачор поразе зликовца и поврате Габријела, Маринет и Фу долазе до закључка да он не може да буде Лептир Ноћи. Пре него што Маринет врати књигу Габријелу, Фу фотографише садржај књиге помоћу паметног телефона. Маринет враћа књигу Габријелу, признавши да је она узела књигу од Адријана. Габријел открива да је књигу добио током путовања на Тибету и да представља успомену на његову жену. Он прекида Адријанову казну и дозвољава му да се врати у школу, на радост његових пријатеља из разреда. Габријел такође открива Натали да је поседовао копију књиге, али да је акуматизација самог себе био план да прекрије трагове. |              |                                                                            |                                             |                                |                                                              |           |
| 28 | 2            | Краљица програма Audimatrix                                                | Томас Астрик Кристел Абграл                 | 25. октобар 2017. (Португал)   | 6. март 2018. (Дизни канал) 7. новембар 2019. (РТС 2)        | 202       |
| Маринет мора да пази на Миу, али је заборавила да је Бубамара позвана на телевизијски шоу Face to Face, па позива Ајлу да дође. Она се искрада, а њен изговор је да мора да помогне родитељима. Надија схвата да су јој потребни бољи телевизијски рејтинзи, па Бубамару и Црног Мачора пита о наводној романтичној вези, због чега Бубамара одлази из емисије. Студио није задовољан, па отказује Надијин шоу. Лептир Ноћи акуматизује разочарану Надију у зликовца по имену Краљица програма, охолу репортерку чија је зликовачка супермоћ могућност да се телепортује кроз телевизијске екране и постере. Како би ухватила суперхероје, суперзликовка прави шоу. |              |                                                                            |                                             |                                |                                                              |           |
| 29 | 3            | Гласијатор Glaciator                                                       | Томас Астрик Вилфрид Пен                    | 14. јануар 2018. (Француска)   | 15. март 2018. (Дизни канал) 8. новембар 2019. (РТС 2)       | 203       |
| Маринет иде да једе сладолед са пријатељима код Андреа, познатог париског сладолеџије. Према легенди, пар који поједе сладолед код Андреа заједно, волеће једно друго заувек. Маринет се надала да ће Адријан доћи, али он није дошао. Трансформисао се у Црног Мачора како би спремио вечеру за Бубамару. Разочарана што Адријан није дошао, Маринет одбија да једе сладолед који јој Андре даје. Лептир Ноћи акуматизује тужног Андреа у зликовца који се зове Гласијатор. Овај зликовац у облику џиновског Снешка Белића од сладоледа претвара „људе који нису у вези” у сладолед и они почињу да се топе. У међувремену, Маринет сазнаје да Црни Мачор има осетљиву страну. |              |                                                                            |                                             |                                |                                                              |           |
| 30 | 4            | Зледоња Doudou Vilain                                                      | Томас Астрик Жен Виоле                      | 21. октобар 2017. (Шпанија)    | 7. март 2018. (Дизни канал) 9. новембар 2019. (РТС 2)        | 204       |
| 31 | 5            | Бунтовница L'insaisissable                                                 | Томас Астрик Вилфрид Пен                    | 16. јун 2018. (Шпанија)        | 12. новембар 2018. (Дизни канал) 10. новембар 2019. (РТС 2)  | 205       |
| 32 | 6            | Гигантитан Gigantitan                                                      | Томас Астрик Кристел Абграл                 | 26. новембар 2017. (Француска) | 12. март 2018. (Дизни канал) 11. новембар 2019. (РТС 2)      | 206       |
| 33 | 7            | Рипоста Riposte                                                            | Томас Астрик Жен Виоле                      | 1. новембар 2017. (Француска)  | 9. март 2018. (Дизни канал) 12. новембар 2019. (РТС 2)       | 207       |
| 34 | 8            | Бефана La Béfana                                                           | Томас Астрик Беноа Буше                     | 30. октобар 2017. (Француска)  | 8. март 2018. (Дизни канал) 13. новембар 2019. (РТС 2)       | 208       |
| 35 | 9            | Језиви Славуј Rossignoble                                                  | Томас Астрик Кристел Абграл, Жереми Паолети | 12. мај 2018. (Шпанија)        | 11. септембар 2018. (Дизни канал) 14. новембар 2019. (РТС 2) | 209       |
| 36 | 10           | Горизила Gorizilla                                                         | Томас Астрик Беноа Буше                     | 14. март 2018. (Канада)        | 12. септембар 2018. (Дизни канал) 15. новембар 2019. (РТС 2) | 210       |
| 37 | 11           | Робостус Robostus                                                          | Томас Астрик Вилфрид Пен                    | 3. новембар 2017. (Француска)  | 13. март 2018. (Дизни канал) 16. новембар 2019. (РТС 2)      | 211       |
| 38 | 12           | Сапотиси Sapotis                                                           | Томас Астрик Жен Виоле                      | 21. јануар 2018. (Француска)   | 16. март 2018. (Дизни канал) 17. новембар 2019. (РТС 2)      | 212       |
| 39 | 13           | Црна Сова Le Hibou Noir                                                    | Томас Астрик Жен Виоле                      | 5. децембар 2017. (Шпанија)    | 14. март 2018. (Дизни канал) 18. новембар 2019. (РТС 2)      | 213       |
| 40 | 14           | Сирена Syren                                                               | Томас Астрик Беноа Буше                     | 5. мај 2018. (Шпанија)         | 13. септембар 2018. (Дизни канал) 19. новембар 2019. (РТС 2) | 214       |
| 41 | 15           | Зомбиза Zombizou                                                           | Томас Астрик Вилфрид Пен                    | 13. април 2018. (Канада)       | 14. септембар 2018. (Дизни канал) 20. новембар 2019. (РТС 2) | 215       |
| 42 | 16           | Капетаница Хардрок Capitaine Hardrock                                      | Томас Астрик Вилфрид Пен                    | 30. март 2018. (САД)           | 10. септембар 2018. (Дизни канал) 21. новембар 2019. (РТС 2) | 216       |
| 43 | 17           | Залеђивач Le Patineur                                                      | Томас Астрик Жереми Паолети                 | 13. октобар 2018. (Бразил)     | 13. новембар 2018. (Дизни канал) 22. новембар 2019. (РТС 2)  | 217       |
| 44 | 18           | Краљица Стила Le combat des Reines - Partie 1: Style Queen                 | Томас Астрик Жен Виоле                      | 6. октобар 2018. (Шпанија)     | 15. новембар 2018. (Дизни канал) 23. новембар 2019. (РТС 2)  | 218       |
| 45 | 19           | Краљица Осица Le combat des Reines - Partie 2: Queen Wasp                  | Томас Астрик Вилфрид Пен                    | 6. октобар 2018. (Шпанија)     | 19. новембар 2018. (Дизни канал) 24. новембар 2019. (РТС 2)  | 219       |
| 46 | 20           | Преокретач Inverso                                                         | Томас Астрик Беноа Буше                     | 23. јул 2018. (Канада)         | 14. новембар 2018. (Дизни канал) 25. новембар 2019. (РТС 2)  | 220       |
| 47 | 21           | Ананси Anansi                                                              | Томас Астрик Беноа Буше                     | 10. септембар 2018. (Канада)   | 21. новембар 2018. (Дизни канал) 26. новембар 2019. (РТС 2)  | 221       |
| 48 | 22           | Маледиктатор Maledikteur                                                   | Томас Астрик Беноа Буше                     | 12. октобар 2018. (Канада)     | 20. новембар 2018. (Дизни канал) 27. новембар 2019. (РТС 2)  | 222       |
| 49 | 23           | Пешчани Дечак Le Marchand de Sable                                         | Томас Астрик Жен Виоле                      | 24. септембар 2018. (Канада)   | 22. новембар 2018. (Дизни канал) 28. новембар 2019. (РТС 2)  | 223       |
| 50 | 24           | Дан јунака - 1. део: Катализаторка Le jour des Héros - Partie 1: Catalyste | Томас Астрик Жен Виоле, Жереми Паолети      | 21. октобар 2018. (Швајцарска) | 3. мај 2019. (Дизни канал) 29. новембар 2019. (РТС 2)        | 224       |
| 51 | 25           | Дан јунака - 2. део: Мајура Le jour des Héros - Partie 2: Mayura           | Томас Астрик Беноа Буше, Жен Виоле          | 3. новембар 2018. (Швајцарска) | 3. мај 2019. (Дизни канал) 30. новембар 2019. (РТС 2)        | 225       |
| 52 | 26           | Деда Мрза Pire Noël                                                        | Томас Астрик                                | 11. децембар 2016. (Француска) | 6. децембар 2017. (Дизни канал) 1. децембар 2019. (РТС 2)    | 226       |
| У току су припреме за Бадње вече. Адријану је ово први Божић без његове мајке. Мислећи да његов отац не жели да проведе празнике са њим, Адријан се претвара у Црног Мачора и напушта његов дом. У снежном Паризу, Црни Мачор песмом изражава своје муке. Када његов отац сазнаје да он није у својој соби, он постаје веома забринут. Чим је чула вести, Маринет се трансформише у Бубамару и проналази Адријана, који се вратио у нормалног себе. Заједно са Адријаном био је Деда Мраз. Бубамара мисли да је Деда Мраз акуматизовани зликовац и да је отео Адријана. Међутим, погрешила је и то узнемирава Деда Мраза. Лептир Ноћи акуматизује узнемиреног Деда Мраза у зликовца по имену „Santa Claws”, који планира да овај Божић учини најгорим у Паризу. |              |                                                                            |                                             |                                |                                                              |           |

### 3. сезона
| Бр. у серији | Бр. у сезони | Наслов                                                                                                | Режисер                                  | Емитовање (Свет)                | Емитовање (Србија)               | Прод. код |
| ------------ | ------------ | --- | ---------------------------------------- | ------------------------------- | -------------------------------- | --------- |
| 53           | 1            | Chameleon Caméléon                                                                                    | Томас Астрик Жен Виоле, Вилфрид Пен      | 1. децембар 2018. (Шпанија)     | 4. новембар 2019. (Дизни канал)  | 301       |
| 54           | 2            | Animaestro                                                                                            | Томас Астрик Жен Виоле                   | 12. март 2019. (УК и Ирска)     | 5. новембар 2019. (Дизни канал)  | 302       |
| 55           | 3            | Bakerix Boulangerix                                                                                   | Томас Астрик Жен Виоле                   | 4. мај 2019. (Швајцарска)       | 6. новембар 2019. (Дизни канал)  | 303       |
| 56           | 4            | Backwarder Rebrousse-Temps                                                                            | Томас Астрик Беноа Буше, Жен Виоле       | 12. фебруар 2019. (Канада)      | 7. новембар 2019. (Дизни канал)  | 304       |
| 57           | 5            | Reflekdoll Poupeflekta                                                                                | Томас Астрик Жоана Селс, Жен Виоле       | 3. септембар 2019. (УК и Ирска) | 21. новембар 2019. (Дизни канал) | 305       |
| 58           | 6            | Weredad Papa Garou                                                                                    | Томас Астрик Лиси Гарде, Жен Виоле       | 30. децембар 2018. (Швајцарска) | 8. новембар 2019. (Дизни канал)  | 306       |
| 59           | 7            | Silencer Silence                                                                                      | Томас Астрик Жен Виоле                   | 7. април 2019. (Швајцарска)     | 11. новембар 2019. (Дизни канал) | 307       |
| 60           | 8            | Onichan Oni-Chan                                                                                      | Томас Астрик Жен Виоле                   | 4. мај 2019. (Швајцарска)       | 12. новембар 2019. (Дизни канал) | 308       |
| 61           | 9            | Miraculer Miraculeur                                                                                  | Томас Астрик Кристоф Јошида, Жен Виоле   | 15. мај 2019. (Шпанија)         | 13. новембар 2019. (Дизни канал) | 309       |
| 62           | 10           | Oblivio                                                                                               | Томас Астрик Николас Хес, Вилфрид Пен    | 18. март 2019. (УК и Ирска)     | 14. новембар 2019. (Дизни канал) | 310       |
| 63           | 11           | Desperada                                                                                             | Томас Астрик Вилфрид Пен                 | 5. септембар 2019. (УК и Ирска) | 19. новембар 2019. (Дизни канал) | 311       |
| 64           | 12           | Christmaster Maître Noël                                                                              | Томас Астрик Жоана Селс, Жен Виоле       | 8. фебруар 2019. (Канада)       | 15. новембар 2019. (Дизни канал) | 312       |
| 65           | 13           | Startrain                                                                                             | Томас Астрик Кристоф Јошида, Вилфрид Пен | 16. септембар 2019. (Канада)    | 22. новембар 2019. (Дизни канал) | 313       |
| 66           | 14           | Kwami Buster Chasseuse de Kwamis                                                                      | Томас Астрик Чарлс Шнек, Вилфрид Пен     | 12. октобар 2019. (Швајцарска)  | 25. новембар 2019. (Дизни канал) | 314       |
| 67           | 15           | Feast Festin                                                                                          | Томас Астрик Вилфрид Пен                 | 17. септембар 2019. (Канада)    | 26. новембар 2019. (Дизни канал) | 315       |
| 68           | 16           | Gamer 2.0                                                                                             | Томас Астрик Вилфрид Пен, Манон Серда    | 15. јун 2019. (Швајцарска)      | 27. новембар 2019. (Дизни канал) | 316       |
| 69           | 17           | Stormy Weather 2 Climatika 2                                                                          | Томас Астрик Вилфрид Пен                 | 14. фебруар 2019. (Канада)      | 18. новембар 2019. (Дизни канал) | 317       |
| 70           | 18           | Ikari Gozen                                                                                           | Томас Астрик Сирил Адам, Жен Виоле       | 19. јул 2019. (САД, на SDCC-у)  | 28. новембар 2019. (Дизни канал) | 318       |
| 71           | 19           | Timetagger                                                                                            | Томас Астрик Сирил Адам, Жен Виоле       | 18. мај 2019. (Швајцарска)      | 29. новембар 2019. (Дизни канал) | 319       |
| 72           | 20           | Party Crasher Trouble fête                                                                            | Томас Астрик Николас Хес, Вилфрид Пен    | 6. јул 2019. (Швајцарска)       | 2. децембар 2019. (Дизни канал)  | 320       |
| 73           | 21           | The Puppeteer 2 La Marionnettiste 2                                                                   | Томас Астрик Жен Виоле                   | 13. јул 2019. (Швајцарска)      | 20. новембар 2019. (Дизни канал) | 321       |
| 74           | 22           | Cat Blanc Chat Blanc                                                                                  | Томас Астрик                             | 9. новембар 2019. (Швајцарска)  | 3. децембар 2019. (Дизни канал)  | 322       |
| 75           | 23           | Félix                                                                                                 | Томас Астрик                             | 13. новембар 2019. (УК и Ирска) | 4. децембар 2019. (Дизни канал)  | 323       |
| 76           | 24           | Ladybug                                                                                               | Томас Астрик Изабел Лемо, Вилфрид Пен    | 10. септембар 2019. (Канада)    | 5. децембар 2019. (Дизни канал)  | 324       |
| 77           | 25           | Battle of the Miraculous - 1. део: Loveater La bataille des Miraculous - Partie 1: Mangeamour         | Томас Астрик Николас Хес, Вилфрид Пен    | 13. октобар 2019. (Украјина)    | 6. децембар 2019. (Дизни канал)  | 325       |
| 78           | 26           | Battle of the Miraculous - 2. део: Miracle Queen La bataille des Miraculous - Partie 2: Miracle Queen | Томас Астрик Вилфрид Пен, Жен Виоле      | 15. октобар 2019. (Украјина)    | 6. децембар 2019. (Дизни канал)  | 326       |